# Aislador de microondas

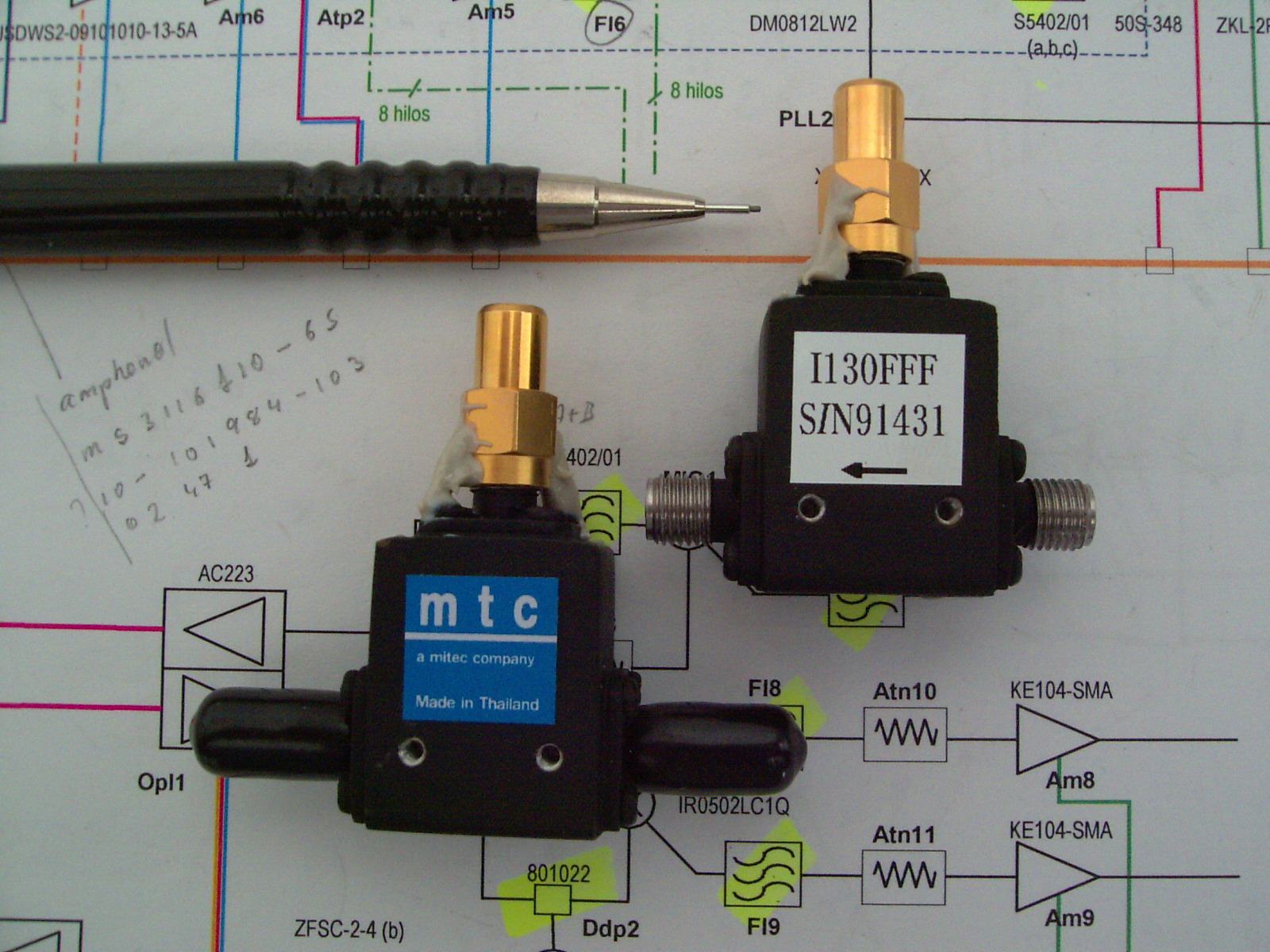
Dos aisladores formados por sendos circuladores y cargas.

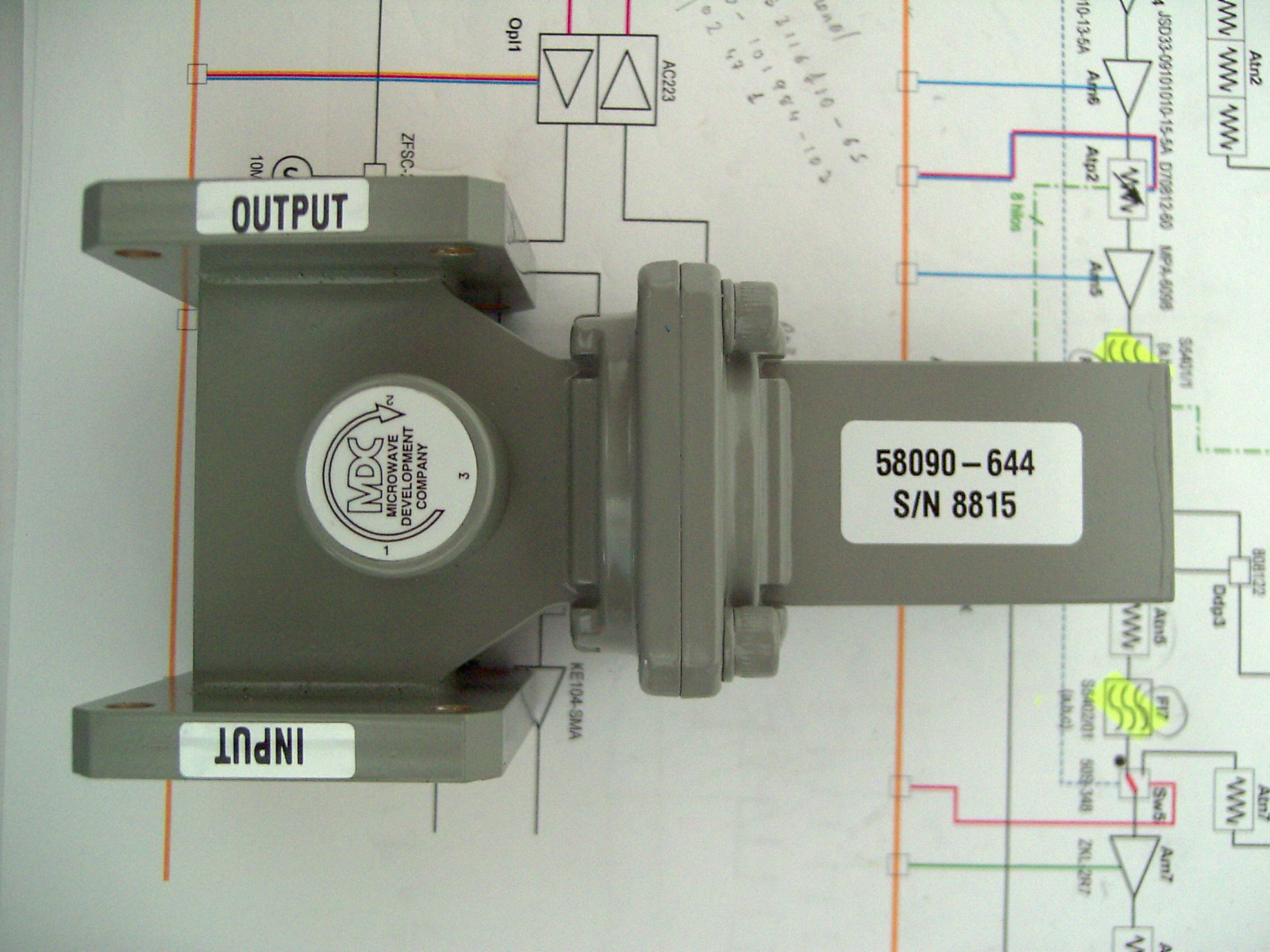
Aislador banda X, en guía de ondas, formado por un circulador y una carga.

Un aislador es un dispositivo de dos puertos que presenta baja atenuación o pérdidas de inserción cuando la potencia pasa de la puerta 1 a la 2, pero que tiene un gran aislamiento o pérdidas cuando la potencia entra por 2 y se dirige hacia 1. El aislador debe disipar esta potencia y no reflejarla.
Sus aplicaciones principales son:
- Protección de dispositivos activos: Un aislador a la salida, por ejemplo, de un amplificador asegura que en ninguna circunstancia recibirá éste potencia porveniente de la carga. De otro modo, la potencia reflejada en alguna desadaptación podría dañar al amplificador.
- Eliminación de ondas estacionarias: En algunos casos es difícil, si no imposible, adaptar un componente a la línea en toda la banda de trabajo. Un aislador, aunque no proporciona la máxima transmisión de potencia, elimina las reflexiones indeseadas.

Existen en el mercado diversos tipos de aisladores, tanto basados en la rotación de Faraday como compuestos por un circulador conectado en su puerta 3 a una carga adaptada.
- Datos: Q962002